# 基隆市立中正國民中學
基隆市立中正國民中學，簡稱中正國中，是一所位於基隆市中正區的國民中學，創校於1964年，原名基隆市立第五初級中學。學區包含中正區與信義區二者的部分里鄰。

## 教學特色
中正國中是基隆市國際教育任務中心，111學年度（2022年8月開始）起，轉型為「雙語學校」。
中正國中設有「民俗體育班」，教授扯鈴、跳繩、陀螺，校隊經常受邀赴他國表演。

## 知名校友
- 高嘉瑜：立法委員。[6]

## 外部連結
- 官方网站